# Ligne de tramway 84 (SNCV Groupe de Charleroi)
La ligne 84 d'après son numéro de tableau horaire est une ancienne ligne de tramway du Groupe de Charleroi de la Société nationale des chemins de fer vicinaux (SNCV) qui a fonctionné entre le 14 janvier 1949 et le 31 décembre 1967.

## Histoire
15 janvier 1949 : mise en service comme service de renfort en heure de pointe en traction électrique sous l'indice 84 entre Charleroi Eden et Souvret Forrière en remplacement du service prolongé 77 de la ligne 79 mais en empruntant l'itinéraire de la ligne 80 (via Roux Plomcot).
La ligne est supprimée le 31 décembre 1967 et remplacée probablement à cette date par une ligne d'autobus sous le même indice (tableau 882 en 1977),.

## Exploitation

### Horaires
Tableaux :
- 882 en 1958[3].